# Calamus microcarpus
Calamus microcarpus är en enhjärtbladig växtart som beskrevs av Odoardo Beccari. Calamus microcarpus ingår i släktet Calamus och familjen Arecaceae.

## Underarter
Arten delas in i följande underarter:
- C. m. diminutus
- C. m. longiocrea
- C. m. microcarpus